# مونس ویت
مونس ویت (دانمارکی: Mogens Wieth؛ ۱۶ سپتامبر ۱۹۱۹ – ۱۰ سپتامبر ۱۹۶۲) یک هنرپیشه اهل دانمارک بود.

## فیلم‌شناسی
- کودک (۱۹۴۰)
- Come Home with Me (۱۹۴۱)
- Som sendt fra himlen (۱۹۵۱)
- The Tales of Hoffmann (۱۹۵۱)
- همان‌گونه که از بهشت فرستاده شد (۱۹۵۱)
- مردی که زیاد می‌دانست (۱۹۵۶)
- تفنگدارها (۱۹۶۱)
- A Matter of Morals (۱۹۶۱)
- Private Potter (۱۹۶۲)